# Верхньоавстрійський S-Bahn
Верхньоавстрійський S-Bahn (нім. S-Bahn Oberösterreich) — мережа S-Bahn, що була відкрита 11 грудня 2016 року в районі Великого Лінца австрійської землі Верхня Австрія. 
На першому етапі було впроваджено стандартизацію розкладу з однаковими хвилинами відправлення та закриттям часових проміжків, а також введенням ліній:
| № лінії | Маршрут                                                      | Назва маршруту                   | Операційна компанія       | Транспортні засоби | Довжина |
| ------- | ------------------------------------------------------------ | -------------------------------- | ------------------------- | ------------------ | ------- |
| S1      | Лінц-Головний — Енс — Ст. Валентин — Штайр — Гарстен         | Західна залізниця та Рудольфсбан | ÖBB                       | 4024, 4744         | 47 км   |
| S2      | Лінц-Головний — Вельс-Головний                               | Західна залізниця                | ÖBB                       | 4024, 4744         | 24 км   |
| S3      | Лінц-Головний — Прегартен                                    | Зуммерауербан                    | ÖBB                       | 4024, 4744         | 26 км   |
| S4      | Лінц-Головний — Траун — Кремсмюнстер — Кірхдорф-ан-дер-Кремс | Пірнбан                          | ÖBB                       | 4024, 4744         | 51 км   |
| S5      | Лінц-Головний — Ефердінг                                     | Linzer Lokalbahn                 | Stern und Hafferl Verkehr | Stadler GTW        | 24 км   |